# Phrynobatrachus
Phrynobatrachus là một chi động vật lưỡng cư trong họ Phrynobatrachidae, thuộc bộ Anura. Chi này có 74 loài và 18% bị đe dọa hoặc tuyệt chủng.

## Hình ảnh

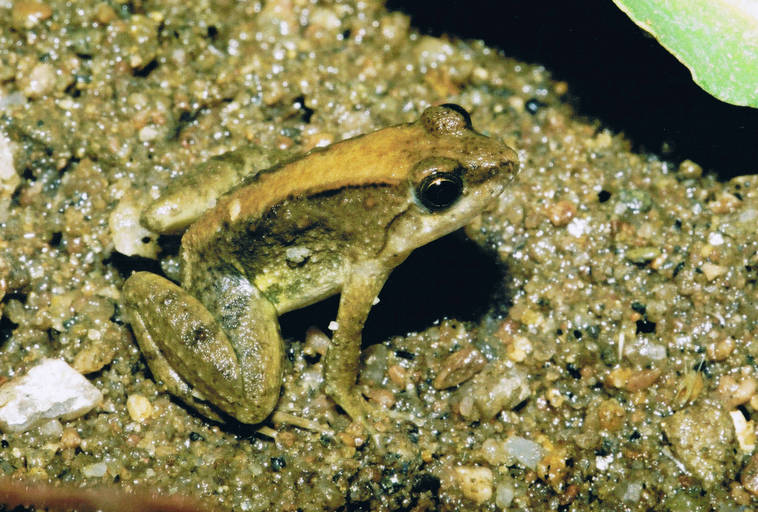
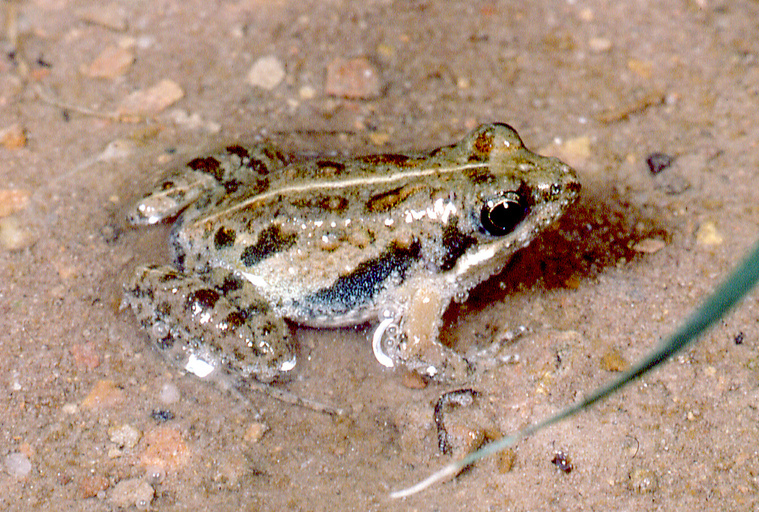
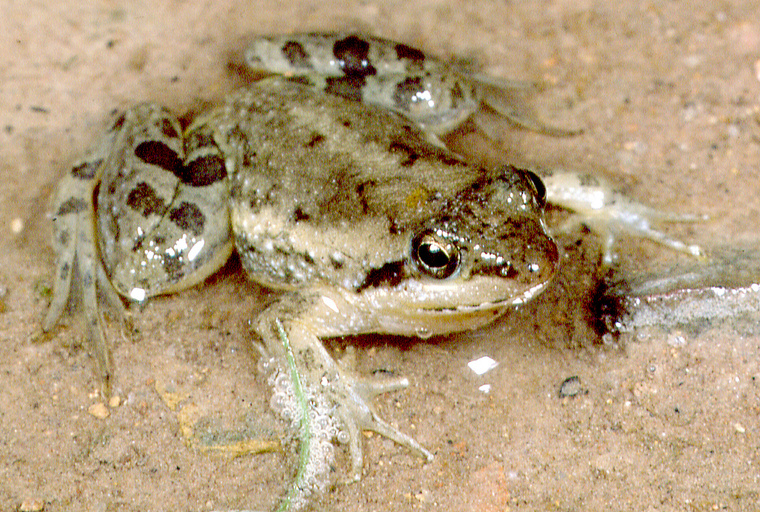
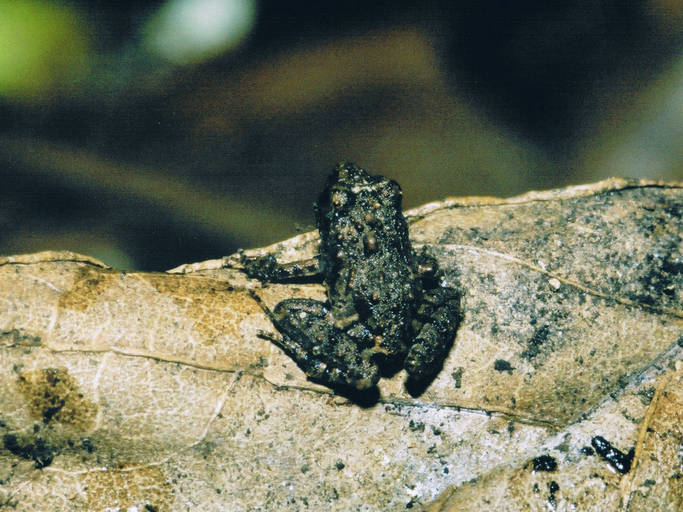